# مقاطعة يوكوم (تكساس)
مقاطعة يوكوم (بالإنجليزية: Yoakum  County)‏ هي إحدى المقاطعات في ولاية تكساس، الولايات المتحدة الأمريكية.